# Файтинг

Скріншот гри Mortal Kombat (1992) — одного з найвідоміших файтингів

Фа́йтинг (бійка, англ. fighting game) — це жанр відеоігор, основою ігрового процесу якого є поєдинок у рукопашному бою між суперниками в межах обмеженого простору, званого ареною.
Файтинг близький до жанру Beat'em up («Побий їх усіх»), проте між ними існують важливі відмінності. Так, в більшості файтингів гравцеві не потрібно переміщатися по довгому рівню і не можна вийти за межі арени, а бій складається з непарного числа окремих раундів і не є безперервним. Менш значними і необов'язковими ознаками жанру є використання численних шкал для зображення рівня здоров'я персонажів, магічних сил і т.п. Гравці часто зображаються в профіль і переміщуються тільки в одній площині.
Важливою особливістю файтингів є їх націленість на змагання, а не на співпрацю гравців, що робить ігри цього жанру ідеально створеними для кіберспортивних чемпіонатів. Зазвичай в файтингах гравцеві надається можливість вести бій в режимі «один на один» проти комп'ютерного супротивника або іншого гравця, рідше — дозволяють битися одночасно трьом чи чотирьом противникам на одній арені.
Файтинг, бувши аркадним жанром, отримав поширення і має популярність переважно в тих країнах, де була присутня розвинена мережа ігрових залів з аркадними автоматами, в першу чергу США та Японії. У міру розширення ринку ігрових консолей файтинги портуються на них. На персональних комп'ютерах ігри цього жанру представлені слабо.

## Історія
Першим файтингом вважається випущена в 1979 році для аркадних автоматів гра Warrior, розроблена Тімом Скеллі (Tim Skelly). Гра, яка являла собою дуель двох лицарів, використовувала монохромну векторну графіку. Потужність процесора аркадного автомата була недостатньою для одночасного обрахунку рухів персонажів і зображення арени, тому персонажі і рахунок гри проектувалися поверх арени, намальованої на корпусі автомата.
Протягом наступних десяти років файтинг як самостійний жанр не мав великої популярності і вважався одним з різновидів жанру beat'em up. Прикладами таких файтингов можуть служити Yie Ar Kung-Fu від компанії «Konami» і Karateka від Джордана Мехнера (Jordan Mechner), творця гри Prince of Persia. Проте ще в 1984 році компанія «Data East» випустила гру Karate Champ, в якій були закладені загальні основи файтинг-жанру: обмежена арена, поділ бою на раунди і нарахування гравцеві очок в залежності від того, яким з доступних ударів він атакував противника.
Розквіт файтингів почався з виходом в 1991 році на аркадних автоматах гри Street Fighter II від компанії «Capcom». У Street Fighter II були представлені практично всі принципи, техніки і системи, на яких базуються сучасні файтинги. Серед них — можливість виконання складних прийомів шляхом поєднання рухів джойстика з натисканням кнопок, переривання анімації одних прийомів іншими, яке дозволяло виконувати безперервні ланцюжки прийомів і послужило основою для концепції комбо; відносно велика кількість персонажів, які мають різні стилі бою.
Незабаром після Street Fighter II було випущено ще кілька ігор. Одним з найбільш помітних конкурентів виявилася гра Mortal Kombat, в якій вперше було представлено комбо в повітрі (на ігровому жаргоні джаггл) і оцифровані, на противагу мальованим, зображення персонажів і арен. Fatal Fury від компанії «SNK» вийшла всього декількома місяцями пізніше за Street Fighter II і мала кілька продовжень, а Virtua Fighter від «Sega» стала першим повністю тривимірним файтингом.
У 1994 році вийшла перша гра серії The King of Fighters від «SNK», особливістю якої була можливість грати відразу за трьох персонажів, попередньо задаючи порядок їх виходу на арену. The King of Fighters стала предтечею командних (англ. tag team) файтингів. У 1995 році компанія «Capcom» випустила гру Street Fighter Alpha, доповнивши ігровий процес двома важливими здібностями персонажів: блокуванням ударів противника в повітрі і контратакою з блоку. Після цих нововведень процес додавання в ігрову механіку нових деталей, що значно впливають на геймплей, сповільнилося: основні механізми вже були придумані і потребували тільки вдосконалення.
З розвитком файтингов популярність жанру beat'em up, золота доба якого припала на 80-і роки XX століття, почала повільно згасати. Але, віддаючи данину старим традиціям, багато розробників сучасних файтингов включають в них режими, що нагадують ігри beat'em up. Прикладами такого включення можуть служити режими «Tekken Force» у грі Tekken 3 від «Namco» і «Boost Mode» в Guilty Gear Isuka від «Arc System Works».
Двовимірні файтинги (серії Street Fighter, The King of Fighters, Guilty Gear (за винятком GG2: Overture), перші ігри Mortal Kombat) були засновані на спрайтах і являли собою керовану анімацію. Деякі ігри (зокрема, кросовер Marvel vs. Capcom 3, Street Fighter 4 та його апдейт, а також Mortal Kombat (2011) при збереженні двовимірної механіки бою використовують тривимірну графіку з переміщенням бійців паралельно екрану в одній площині.

## Найвизначніші серії
- Mortal Kombat
- Tekken
- Street Fighter
- The King of Fighters
- Guilty Gear